# C86
C86 (von Cassette 86) ist ein 1986 herausgebrachter, einflussreicher Musik-Sampler der englischen Zeitschrift „New Musical Express“. Er definierte eine neue Musikrichtung, den Twee-Pop. Auf C86 wurden Bands veröffentlicht, die bei unabhängigen Plattenfirmen unter Vertrag standen. C86 war die Nachfolge-Compilation zu C81, die zum fünfjährigen Bestehen des Independent-Labels Rough Trade veröffentlicht wurde.
Im Gegensatz zum stilistisch eher vielseitigen C81 beschränkte sich C86 in erster Linie auf gitarrenlastige Pop-Musik („Indie-Pop“), auf dem Sampler selbst aber noch in einer eher raueren Spielart als später bei typischen Vertretern des so genannten Twee-Pop zu hören war.
„C86“ wurde in den späten 1980ern selbst als Genrebegriff benutzt, wo die Bezeichnung C86-Band oder C86-Sound als stilistische Einordnung oft ausreichend war.
Neben den auf der Compilation vertretenen Bands waren insbesondere die Veröffentlichungen der Plattenfirmen Postcard Records und Sarah Records stilbildend.

## Tracklisting

### Seite A
1. Primal Scream – Velocity Girl
2. The Mighty Lemon Drops – Happy Head
3. The Soup Dragons – Pleasantly Surprised
4. The Wolfhounds – Feeling So Strange Again
5. The Bodines – Therese
6. Mighty Mighty – Law
7. Stump – Buffalo
8. Bogshed – Run To The Temple
9. A Witness – Sharpened Sticks
10. The Pastels – Breaking Lines
11. The Age of Chance – From Now On, This Will Be Your God

### Seite B
1. The Shop Assistants – It's Up To You
2. Close Lobsters – Firestation Towers
3. Miaow – Sport Most Royal
4. Half Man Half Biscuit – I Hate Nerys Hughes (From The Heart)
5. The Servants – Transparent
6. The MacKenzies – Big Jim (There's no pubs in Heaven)
7. bIG fLAME – New Way (Quick Wash And Brush Up With Liberation Theology)
8. Fuzzbox – Console Me
9. McCarthy – Celestial City
10. The Shrubs – Bullfighter's Bones
11. The Wedding Present – This Boy Can Wait